# Ameliella andreaeicola
Ameliella andreaeicola är en svampart som beskrevs av Alan Michael Fryday och Brian John Coppins 2008. Ameliella andreaeicola ingår i släktet Ameliella, familjen Lecanoraceae, ordningen Lecanorales, klassen Lecanoromycetes, divisionen sporsäcksvampar, Ascomycota och riket svampar. Arten är reproducerande i Sverige.  Inga underarter finns listade i Catalogue of Life.